# Joris Van den Brande
Joris Van den Brande (Wilrijk, 1979) is een Belgisch acteur en theaterauteur.

## Levensloop
Joris Van den Brande studeerde dramatische kunsten en regie aan het Rits in Brussel. 
Samen met Sven Ronsijn en Dominique Collet richtte hij het theatercollectief TANK! op. 
Hij maakt deel uit van de artistieke kern van LAZARUS, sinds 1 januari 2017 het huisgezelschap van ARSENAAL/LAZARUS
(samen met Günther Lesage, Pieter Genard, Koen De Graeve en Ryszard Turbiasz).
Joris Van den Brande werkte als freelance acteur, auteur en/of theatermaker onder meer met Action Malaise, BRONKS, Villanella, HETPALEIS, Het Toneelhuis, Kopergietery, Studio Orka, KVS, Antigone en LAZARUS.
Van den Brande schrijft en speelt voor de Kidconcerten: kennismaking voor jongeren met klassieke muziek door de Filharmonie / Antwerp Symphony Orchestra.
Op televisie speelde Van den Brande verschillende (gast)rollen, onder meer in Flikken, Witse en De Ridder (als onderzoeksrechter Pieter-Jan Aelbrecht in Seizoen 4).
Zolderling en Geef mijn hand terug werden geselecteerd voor Het Theaterfestival, resp. in 2003 en 2018.

## Werk als acteur
- Faust  (theater Arsenaal, De Maan, De Compagnie, 2024)
- Bloed  (LAZARUS en Robbin Rooze, 2024)
- Eén of andere rus (Arsenaal / Lazarus en Het Kwartier, 2023)
- Freedom Club (LAZARUS, 2022)
- Misdaad en Straf ( Arsenaal / Lazarus, 2022)
- BOY (Muziektheater -  Kyoko Scholiers, 2021)
- Moby Dick (Kidconcert met Antwerp Symphony Orchestra, 2019)
- Bagaar (LAZARUS, 2019)
- Rompslomp (LAZARUS, 2018)
- Salon Secret (LAZARUS, Kopergietery & Hof van Eede, 2018)
- Camus -> Absurde Held (LAZARUS, 2017)
- Geef mijn hand terug (Bronks, 2016), geselecteerd voor Theaterfestival 2018
- De gebroeders Karamazow (LAZARUS, 2016)
- Woody (LAZARUS, 2015)
- Carrara (Studio Orka, 2015)
- Stuk Stroganoff (De Filharmonie, 2014)
- Stukken van mensen (LAZARUS, 2014)
- Met voorbedachten rade (LAZARUS, 2014)
- Sorry voor alles (Bronks, 2013)
- De drie musketiers (De Filharmonie, 2013)
- Orfeo (Amuz, 2012)
- Keffiyeh/ Made in China (KVS & A.M.Qattan Foundation, 2012) - regie: Bart Danckaert
- Niets is onmogelijk (LAZARUS & Olympique Dramatique , 2012-2013)
- Wat is drinken? (LAZARUS, 2011)
- De Kafka's (Theater Antigone, 2010) - regie: Bart Danckaert
- Oblomow (LAZARUS, 2010)
- En zo werd het toch nog gezellig (LAZARUS, 2009)
- In Memoriam (HETPALEIS, 2009) - concept, regie en tekst: Hanneke Paauwe
- Kunstwe®k (LAZARUS, 2008)
- Enkele Reis (BRONKS/Theater Antigone, 2008) - tekst van Joris Van den Brande naar het boek Un aller simple van Didier Van Cauwelaert (Prix Goncourt 1994)
- Iets Anders (LAZARUS, 2007)
- Ridderverdriet zie je niet (Laika, 2007)
- Tabula Rasa (LAZARUS, 2006)
- Be My Guest (plek, 2006)
- Wegens Succes Verlengd (LAZARUS, 2006)
- The love machien (BRONKS, 2006)
- Miss Mie (BRONKS, 2005) - Joris van den Brande en Sarah Vangeel
- Pubermensch (HetPaleis, 2005)
- Roberto Zucco (KVS, 2004)
- George Total (Action Malaise, 2004)
- Peepshow (HetPaleis, 2004) van Hanneke Paauwe
- De Potloodmoordenaar/Portretterie (Villanella/BRONKS, 2004) van Hanneke Paauwe
- Gevecht mé ne neger en honden (Theater Antigone, 2003) - regie: Ruud Gielens
- 't Wild Vlees (Action Malaise, 2003) - tekst en regie: Ivan Vrambout
- Zolderling (BRONKS/Theater Antigone, 2003) - van en met Joris Van den Brande en Jan Sobrie
- Schaamhaar (De Queeste, 2002-2003)
- Shock (De Queeste, 2002)
- Vive l'Afrique (Action Malaise, 2002) - tekst en regie: Ivan Vrambout

## Werk als auteur

### Theater
- Geef mijn hand terug (BRONKS, met Joris Hessels, 2017). Tekst samen met Jan De Brabander. Werd geselecteerd voor Het Theaterfestival 2018
- Sorry voor alles (met Joost Vandecasteele, 2013)
- Keffiyeh/ Made in China (met Dalia Taha, 2012)
- Enkele reis (2008)[1]
- Pubermensch (HETPALEIS, 2005)
- Everything you know is wrong (met Joost Vandecasteele, 2005)
- Miss Mie (2005)[2]
- George Total (2004)[3]
- Zolderling (BRONKS/Theater Antigone),[4] samen met Jan Sobrie, dat geselecteerd werd voor Het Theaterfestival in 2003; Zolderling werd ook in het Frans en Duits opgevoerd onder de resp. titels Ados-missile en Bomben in der suppe[5]
- Schock, waar Van den Brande aan meeschrijft voor Theatermakersgroep De Queeste (2002)
- Accident 2001, monoloog die Van den Brande ook speelde als laatstejaarsstudent aan de Erasmushogeschool Brussel, Departement Rits

Als kernlid van LAZARUS schreef en speelde Van den Brande in o.a. Wegens Succes Verlengd, Tabula Rasa, Iets Anders, Kunstwe®k, En zo werd het toch nog gezellig, Oblomow, Wat is drinken?, Niets is onmogelijk, Met voorbedachten rade, Stukken van mensen, Woody, Gebroeders Karamazow, Salon secret, en Rompslomp.

### Overig
Tekst en spel voor de Kidconcerten = Kennismaking voor jongeren met klassieke muziek door de Filharmonie / Antwerp Symphony Orchestra
- Moby Dick, 2019, KIDconcert op muziek van Bernard Herrmann en Wagner voor Antwerp Symphony Orchestra
- Stuk stroganoff, 2014, op muziek van Aleksandr Borodin, Nikolaj Rimski-Korsakov en Modest Moessorgski voor deFilharmonie
- Fladdermuis, 2014, Strauss
- De drie musketiers, 2013 + 2018, naar de klassieker van Alexandre Dumas voor deFilharmonie
- Orfeo, een voorstelling van Amuz in het kader van de Kunstendag voor Kinderen
- Romeo en Julia, 2009, Prokofiev
- Symfonie Fantastique, 2008, Hector Berlioz
- The Adventures of Robin Hood,2007, een tekst op Erich Korngolds soundtrack als leidraad voor deFilharmonie
- Zwanenmeer, 2007, Tsjaikovski
- Jungle Book, 2006, Rosza
- Het ongelooflijke verhaal van Marie,2006 + 2010, een verhaal voor deFilharmonie, op muziek van Griegs Peer Gynt
- De Notenkraker, 2006, Tsjaikovski
- Carnaval des animaux, 2005, Saint Saens

## Coaching
- Heilige bonen (TANK!, 2011)
- Wat als? (TANK!, 2010)
- Hendrik VIII (TANK!, 2008)
- Force Majeure (LAZARUS/Nieuwpoorttheater, 2007-2008)